# Lincoln Township (comté de Clark, Missouri)
Lincoln Township est un ancien township  du comté de Clark dans le Missouri, aux États-Unis,. Il est fondé en 1868 et baptisé en référence à Abraham Lincoln, 16e président des États-Unis.

## Source de la traduction
- (en) Cet article est partiellement ou en totalité issu de l’article de Wikipédia en anglais intitulé « Lincoln Township, Clark County, Missouri » (voir la liste des auteurs).